# Gliederungssignale
Gliederungssignale oder auch als Diskursmarker bezeichnet (siehe dazu auch Diskurspartikel) organisieren und strukturieren Kommunikation. Sie zählen zu den Gesprächswörtern und sind Bestandteil der Alltagsrede. Sie gliedern eine Rede in einzelne Sinneinheiten oder Diskursabschnitte, markieren Anfang, Ende und Absätze eines Abschnittes. Zusätzlich finden sie Verwendung innerhalb eines Redebeitrags als Gliederung (Themenwechsel, neue Informationen) und zur Veranschaulichung.
In der Gesprächsanalyse zählt das Gliederungssignal zu den zentralen Kategorien. Die Konversationsanalyse bezieht noch weitere Merkmale ein wie etwa
- informationsverstärkende und bestätigungsheischende Partikeln wie ne, nich, nicht, wa, gell, ja und also, ich meine, ich glaube usw.
- prosodische Merkmale wie Tonhöhenverlauf und Sprechpausen

Die konventionelle Stilistik wertet Gliederungssignale in der Mehrheit als „Flickwörter“ ab. Unter analytischer Sicht merken Helmut Henne und Helmut Rehbock an, die Gliederungssignale seien Redemittel, welche „Gelenkstellen am Körper des Gesprächs“ darstellen. Schließlich dienen sie der Eröffnung, der Beendigung, gliedern den Gesprächsschritt nach Vorgabe des Sprechenden, verstärken den Inhalt und bereiten den Wechsel des Sprechers vor.

## Begriffsbildung
Die Romanistik hat als erste den Bereich der gesprochenen Sprache erforscht, in welchem die Gliederungssignale angesiedelt sind. Den Begriff Gliederungssignale selbst hat Elisabeth Gülich 1970 in der „Makrosyntax“ eingeführt. Gülich definiert Gliederungssignale als zahlreich vertretene, charakteristische, übereinzelsprachliche Merkmale der gesprochenen Sprache.

## Einteilung
Gliederungssignale gliedern sich in drei Hauptgruppen, nämlich Anfangssignale (Eröffnungssignale), Unterbrechungssignale (interne Gliederungssignale) und Schlusssignale. Die Partikeln signalisieren Anfang und Ende oder die Unterbrechung eines Gesprächsschrittes.

## Anfangssignale
Anfangssignale eröffnen Hauptsätze oder Nebensätze und gliedern die Rede in sinnvolle Einheiten oder Einheiten mit demselben Subjekt („Konstanz des Subjekts“).
Am Beispiel der Eröffnungssignale lässt sich die pragmatische Funktion von Gliederungssignalen in der deutschen Alltagsrede gut verdeutlichen, da einige Einleitungsfloskeln typische Gesprächsschritte bestimmen, welche kooperativ oder unkooperativ sein können.

### Beispiele
Typische Eröffnungssignale wären im Französischen „et, mais, alors, oui/ouais, eh bien, écoute, tu sais, tu vois, mais enfin, et alors, oh, ah“.
Zu den deutschen Eröffnungssignalen zählen Sprachmittel wie
- Synsemantika (also, na, nu…)
- Stereotypen und gebräuchliche Formeln als „weicher Ansatz“ (soweit ich weiß; ob du glaubst oder nicht; wenn ich dazu etwas sagen darf; hast du schon gehört …)
- Autosemantika, deren lexikalische Bedeutung im Gesprächsverlauf verblasst und dadurch neue Funktionen bekommen. Beispielsweise fungiert das Verb „wissen“ am Anfang der Äußerung oft als Mittel der Redeeinleitung „weißt du…“.

### Funktion
Anfangssignale haben mehrere Funktionen, sie dienen als
- Einleitung von Fragen
- Einleitung von Antworten
- Signal für einen Themenwechsel oder neue Informationen
- Hervorhebung eines Gesprächsschrittes
- Betonung eines Höhepunktes oder Wendepunktes der Rede
- Resümierende Einheit und fassen zusammen, was dem Sprecher als wichtig erschien, um mit der Zusammenfassung Verständnis zu signalisieren
- dem Wechsel von Beredung zur Anrede, also dem Wechsel der dritten auf die zweite Person. Der Zustand der Beredung wechselt in die direkte Anrede. Es erfolgt also ein Wechsel des Sprechers.

#### Pragmatismus
Der Sprecher wählt in der Regel aus allen Sprachressourcen für sich die Signale aus, welche seinen Zwecken dienen und gegebenenfalls der Situation entsprechen. Stellt er etwa den redundanten Teil der Äußerung an den Anfang der Rede, so dient dies der Sicherung und Behauptung des Rederechts.
Des Weiteren stellen die vom Sprecher verwendeten Eröffnungspartikeln Regieanweisungen an den Zuhörer dar. Der Sprecher definiert darin die aktuelle Rollenverteilung und steuert Aufmerksamkeit und Erwartung des jeweiligen Hörers.
Renate Rathmayr versuchte, anhand slawisch geprägter Eröffnungssignale nachzuweisen, dass der Sprecher mit der Partikel dem Gegenüber signalisiert: „Nun habe ich das Wort und werde etwas sagen“ (Rathmayr 1985:182) Die Auswahl bestimmter Partikeln signalisiert dem Gegenüber, welcher Art der nächste Gesprächsschritt sein wird.

## Temporalität
Gliederungssignale sind atemporal. Dies unterscheidet sie von ihren gleichlautenden (Zeit-)Adverbien, Konjunktionen mit temporalem Bezug. Beispiele im Französischen dafür sind „d’abord“, „et puis alors“ etc.

## Typologie
Einzelne Gliederungssignale sind häufig nicht eindeutig. Eindeutige Gliederungssignale werden als „einfache Signale“ bezeichnet und bestehen nur aus einem einzigen Wort (z. B. Frz: alors, puis, et usw.).
„Komplexe Signale“ (auch „kombinierte Signale“) setzen sich aus mehreren eindeutigen Signalen zusammen. Es kommt zur Häufungen (Cluster), welche erst im Zusammenspiel mit Formulierungshandlungen signalisieren, wie der Sprechende seinen Beitrag gegliedert haben will. Formulierungshandlungen wären etwa Anrede, Namensnennung, Aufmerksamkeitsappelle, Evaluierungen oder im Französischen et alors, et puis alors, alors tu vois etc.

## Gebärdensprache
Die Wichtigkeit der Gliederungssignale zeigt sich im Bereich der Gebärdensprache (DGS). Übersetzungen in die DGS bleiben für den Zuseher nur dann verständlich, wenn die Übersetzung eine übersichtliche Gliederung aufweist. Ansonsten werden Satztypen nicht erkannt oder inhaltlich zusammengehörige Sequenzen nicht mehr nachvollzogen.
Fehlende oder falsch eingesetzte Gliederungssignale führen dann nicht nur zu Missverständnissen, sondern zur Verfälschung des Inhaltes.

### Gliederungssignale in der DGS
- kurze Pausen
- kurzes Anheben der Augenbrauen
- Wechsel der Blickrichtung
- kurze überleitende Gebärdenzeichen
- kurze Bewegungen im Schulterbereich
- Wechsel in der Mimik